# Brachypremna abitaguae
Brachypremna abitaguae is een tweevleugelige uit de familie langpootmuggen (Tipulidae). De soort komt voor in het Neotropisch gebied.